# NGC 3598
NGC 3598 ist eine Elliptische Galaxie vom Hubble-Typ E/S0 im Sternbild Löwe auf der Ekliptik. Sie ist schätzungsweise 271 Millionen Lichtjahre von der Milchstraße entfernt und hat einen Durchmesser von etwa 105.000 Lichtjahren.
Im selben Himmelsareal befinden sich u. a. die Galaxien NGC 3592, NGC 3599, NGC 3602, IC 2703.
Das Objekt wurde am 4. März 1865 von Albert Marth entdeckt.